# Arequis II de Benevento
Arequis II (cerca de 734  – 26 de agosto de 787) foi um duque lombardo, duque de Benevento de 758 a 774, depois príncipe da mesma cidade, a partir de 774 até à sua morte.
Em 774, no entanto, está enraizado em Salerno, no Palácio, que ele mesmo havia construído.

## Biografia
Nobre lombardo, de origem provavelmente friulana, Arequis desposou Adelperga, filha do rei Desidério e foi nomeado pelo sogro o décimo quinto duque de Benevento em 758, em lugar do rebelde Liuteprando. Em 762, fundou a igreja de Santa Sofia. Após a vitória de Carlos Magno em 774, e o fim do Lombardia Maior, assume o título de príncipe, apresentando-se como o herdeiro das tradições, da cultura e da identidade nacional de seu povo. Transfere a corte para Salerno, onde, entre 770 e 774 tinha construído nas imediações das muralhas sul da cidade e com vista para o mar de um esplêndido Palácio, dotado de uma capela palatina dedicada a são Pedro e são Paulo; é o único Palácio real lombardo ainda existe. O último rei dos lombardos Adelgis viveu em Salerno precisamente no Palácio do cunhado Arequis II.
A sua actividade política foi a volta da independência de seu potentado: prestou formal obediência a Carlos Magno para aceitar laços vassálicos, não procurou o conflito aberto com o Papado, manifestou uma atitude amigável para com os Bizantinos. O fundador da basílica de Santa Sofia e promotor de grandes iniciativas urbanísticas, Arequis II foi um patrono dos homens de cultura, incluindo Paulo, o Diácono, além de que o adquirente de muitos sítios monásticos.
O refinamento da inspiração grega da corte em Benevento, testemunha uma prosperidade do principado, enquanto o código legislativo emitido por Arequis II atesta a sua formação jurídica. Ele morreu a 26 de agosto de 787, poucos dias antes do desembarque em Lucânia de embaixadores bizantinos encarregados pelo império de estipular com o príncipe lombardo, uma aliança formal (estipulada por sua esposa Adelperga). Ele foi sepultado em Salerno, na Catedral de Santa Maria dos lombardos, em seguida, caída em desuso no século XI, pela construção, pelos Normandos da Catedral de São Mateus Evangelista; o seu túmulo foram perdidos.